# La Chapelle-d'Angillon
La Chapelle-d'Angillon är en kommun i departementet Cher i regionen Centre-Val de Loire i de centrala delarna av Frankrike. Kommunen ligger  i kantonen La Chapelle-d'Angillon som tillhör arrondissementet Vierzon. År 2022 hade La Chapelle-d'Angillon 610 invånare.

## Befolkningsutveckling
Antalet invånare i kommunen La Chapelle-d'Angillon
Referens:INSEE